# 竹腰俊蔵
竹腰 俊蔵（たけごし/たけこし しゅんぞう、1895年〈明治28年〉12月30日 - 1963年〈昭和38年〉3月28日）は、日本の教員、政治家。群馬県知事（公選第4代）を務めた。群馬県群馬郡箕輪村（のちの箕郷町、現在は高崎市）出身。参議院議員を務めた竹腰徳蔵は実兄であり、群馬県知事に立候補していた兄の急死により補充立候補して当選を果たした。

## 来歴
1895年（明治28年）12月30日、群馬県群馬郡箕輪村西明屋（現・高崎市箕郷町西明屋）の酒造業者・竹腰徳蔵（先代）の次男として生まれる。1909年（明治42年）箕輪小学校を卒業後、1914年（大正3年）高崎中学校（現・群馬県立高崎高等学校）を卒業。1915年（大正4年）に群馬県師範学校本科二部（現在の群馬大学教育学部）を卒業した。
群馬師範卒業後、伊香保町立伊香保小学校訓導となる。以後、小学校教員としてキャリアを積み、清里小学校校長、明治小学校校長などを歴任。1947年（昭和22年）退職。1948年（昭和23年）群馬県教育委員に就任した。
1956年（昭和31年）、実兄の竹腰徳蔵が群馬県知事選挙に立候補し、選挙戦を優位に展開していたが、投票日の3日前に突如として急死した。そのため、徳蔵の実弟であり、教育者として信望の厚かった俊蔵が竹腰陣営に候補者として担がれ、急遽知事選に補充立候補した。ほとんど選挙活動もできないまま、弔い選挙で3日後の選挙で日本社会党の東海林稔、自由民主党の鈴木強平らを破って初当選を果たした。1期務めた後、2期目の選挙には立候補せず、政界を引退した。
知事在任中にはジラード事件の収拾にあたったほか、教育者の経歴から教育行政に関心を持ち在任中に二葉養護学校、玉村高等学校、新田農業高等学校の新設を実現した。また伊勢湾台風の被害救済にも尽力した。
1963年（昭和38年）3月28日死去、68歳。死去に際し正五位勲四等旭日小綬章を贈られた。